# Ebbinghaus illusion

De två oranga cirklarna har exakt samma storlek, trots att den vänstra ser mindre ut.

Ebbinghaus illusion är en optisk illusion som visar upplevelsen av relativ storlek. 
I den mest kända versionen av illusionen, är två cirklar av identisk storlek placerade nära varandra: den vänstra centrumcirkeln är omgiven av relativt stora cirklar och den högra centrumcirkeln är omgiven av relativt små cirklar. På grund av de omgivande cirklarnas växlande storlek, upplevs också centrumcirklarna att ha olika storlek. Illusionen har getts namn efter den tyske psykologen Hermann Ebbinghaus (1850-1909).
Ebbinghaus illusion har spelat en avgörande roll i senare debatter över separata vägar i hjärnan för synlig perception och handlande. Det har diskuterats över om illusionen främst stör den synliga upplevelsen om inte ett aktivt handlande är kopplat till den, som exempelvis att greppa den då vi somliga experiment visar en mindre benägenhet att missbedöma storlek (Goodale & Milner, 1992). Senare experiment (Franz 2005) visar dock att det tidigare experimentet brister i sina slutsatser. Det första experimentet begränsade möjligheten för fel i den agerande fasen, vilket gjorde handlandet mer proportioneligt. Genom att de olika objektens relativt stora och små miljöer blev isolerade, uteblev den relativa perceptionen och ingen illusion uppkom – på grund av att ingen andra cirkel fanns som alternativ eller referens. Franz experiment visarde att både perceptionen som styr synintrycket och eventuellt handlande blev likvärdigt påverkade av illusionen. 